# انقلاب 1987 في بوروندي
في 3 سبتمبر 1987، وقع انقلاب عسكري غير دموي في بوروندي. تم خلع الرئيس جون-باتيست باغازا أثناء سفره إلى الخارج، وخلفه بيير بويويا.

## خلفية
تم تعيين جون-باتيست باغازا رئيسًا لبوروندي بعد الانقلاب العسكري عام 1976 الذي أطاح بميشيل ميكومبيرو. باعتباره رئيسا لحزب الاتحاد من أجل التقدم الوطني (UPRONA)، كان باغازا المرشح الوحيد في الانتخابات الرئاسية لعام 1984، وأعيد انتخابه بنسبة 99.6٪ من الأصوات. خلال رئاسة باغازا، كانت هناك توترات طويلة الأمد بشأن قمع الكنيسة الرومانية الكاثوليكية، في بلد يعتنق فيه 65٪ من مواطنيه الكاثوليكية. وقد وصف الدبلوماسيون هذا لاحقًا بأنه عامل رئيسي في الانقلاب.

## تفاصيل الانقلاب
في سبتمبر 1987، سافر باغازا إلى كيبيك بكندا، لحضور القمة الفرانكوفونية. استولى الجيش على السلطة بقيادة الرائد بيير بويويا، ابن عم باغازا. عند سماع الانقلاب، عاد باغازا على الفور إلى إفريقيا ولكن مطار بوجومبورا الدولي تم إغلاقه، وفي نيروبي، تم رفض دخوله إلى كينيا.

## بعد الانقلاب
فرّ باغازا إلى أوغندا، ثم في عام 1989 إلى ليبيا، حيث مُنح حق اللجوء السياسي.
شكّل بويويا اللجنة العسكرية للإنقاذ الوطني لتولي زمام الأمور، وعلّق دستور البلاد، ونُصّب رئيسا في 2 أكتوبر 1987. قال بويويا، وهو من الروم الكاثوليك، إنه سيرفع الإجراءات التي فرضتها حكومة باغازا على الكنيسة الكاثوليكية. خلفه ملشيور ندادايي بعد الانتخابات الرئاسية عام 1993، لكن سيتم اغتياله خلال محاولة انقلاب عسكرية فاشلة في أكتوبر 1993، بعد ثلاثة أشهر فقط في المنصب. وسيعود بويويا مجددا للسلطة بعد الانقلاب العسكري في عام 1996، الذي أطاح بسلفستر نتيبانتونغانيا.